# Mýtina (Lipová)
Mýtina (do roku 1948 Starý Albenreuth, německy Altalbenreuth) je malá vesnice a část obce Lipová v okrese Cheb v Karlovarském kraji. V roce 2011 zde trvale žilo 23 obyvatel.
Mýtina leží asi deset kilometrů jihovýchodně od Chebu, poblíž hranice se SRN, na jihovýchodním okraji Smrčin v podhůří Dyleňského lesa. Současný název je novodobý, ves se vždy jmenovala Altalbenreuth (na rozdíl od Neualbenreuthu na německé straně hranice). Pod názvem (Alt)albenreuth ves též vešla do národních dějin jako místo, od něhož odvozovali svůj titul Lammingerové z Albenreuthu, tedy rod, z něhož pocházel i nechvalně proslulý Maxmilián, zvaný Lomikar, ústřední záporná postava Jiráskových Psohlavců, jehož dle pověsti Jan Sladký Kozina při své popravě vyzval „do roka a do dne“ na Boží soud.

## Historie

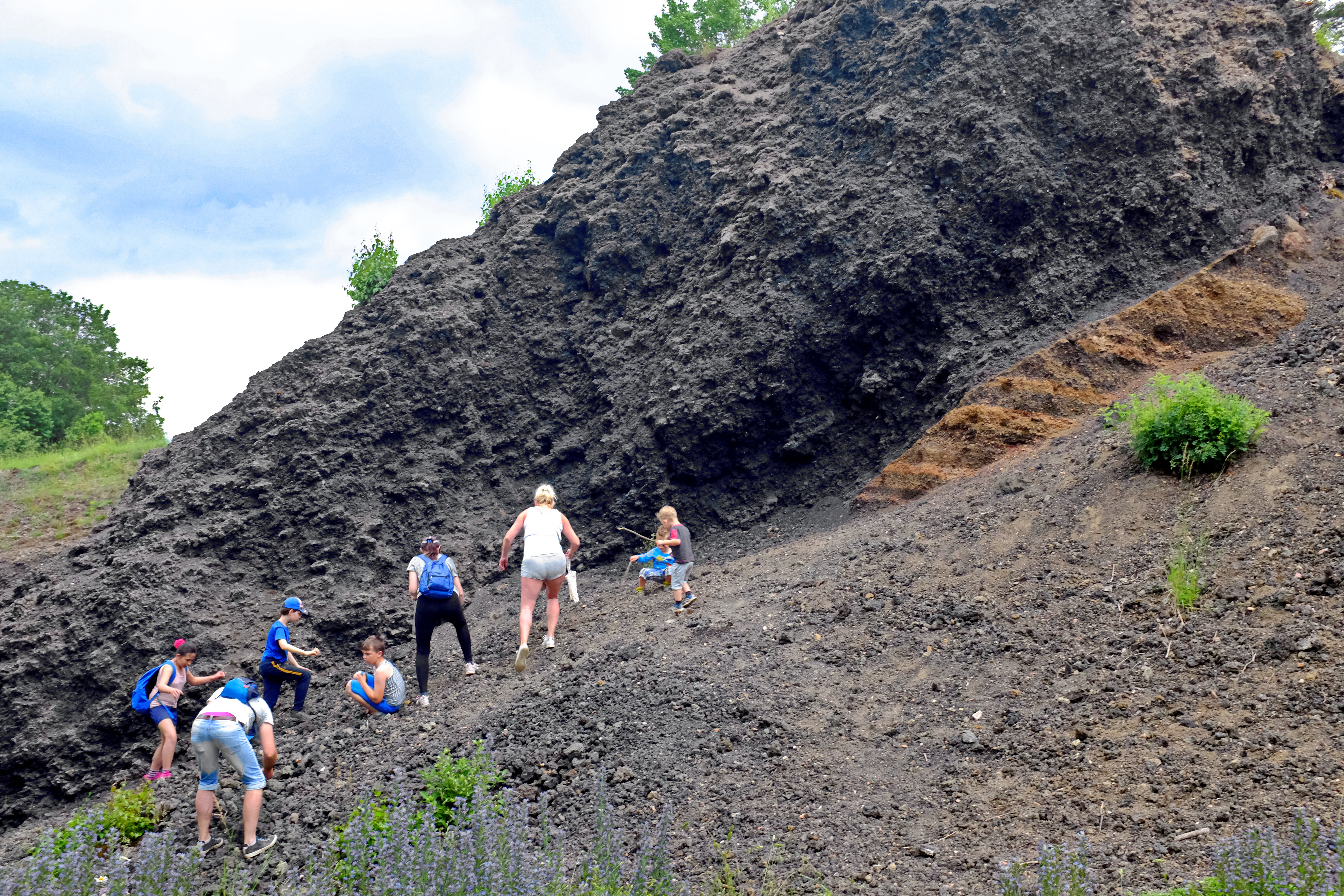
Národní přírodní památka Železná hůrka

První písemná zmínka o vesnici pochází z roku 1284. Ve středověku zde existovala tvrz, která později zcela zanikla. Před druhou světovou válkou byla Mýtina poměrně velkou obcí, ve které žilo přes 800 obyvatel, téměř výhradně Němců.
To se radikálně změnilo po odsunu roce 1945 a po roce 1948, kdy se vesnice ocitla izolována v těsné blízkosti hraničních zátarasů. Přes devadesát procent zástavby bylo zbořeno (ves Rovinka poblíž Železné hůrky zcela zanikla a po válce byla zbořena), dnes zůstává v devastované vsi jen několik posledních domů z nichž některé jsou navíc v havarijním stavu. Období socialismu naopak „obohatilo“ ves o rozsáhlý areál kasáren pohraniční stráže (dnes stanice pohraniční policie).
Po roce 1990 byl obnoven hraniční přechod do Neualbenreuthu. Jižně od vsi poblíž cesty do Bavorska se nachází národní přírodní památka Železná hůrka – bývalá čtvrtohorní sopka, podobná mnohem známější Komorní hůrce u Chebu.

## Obyvatelstvo
Při sčítání lidu v roce 1921 zde žilo 824 obyvatel, z nichž bylo pět Čechoslováků, 775 obyvatel německé národnosti a 44 cizozemců. K římskokatolické církvi se hlásilo 819 obyvatel, k evangelické pět. Ovšem území dnešní Mýtiny je výrazně menší, dříve pod ni spadaly i další obce.
| Rok            | 1869 | 1880 | 1890 | 1900 | 1910 | 1921 | 1930 | 1950 | 1961 | 1970 | 1980 | 1991 | 2001 | 2011 | 2021 |
| -------------- | ---- | ---- | ---- | ---- | ---- | ---- | ---- | ---- | ---- | ---- | ---- | ---- | ---- | ---- | ---- |
| Počet obyvatel | 431  | 431  | 399  | 356  | 388  | 381  | 394  | 118  | 87   | 44   | 32   | 18   | 16   | 23   | 28   |
| Počet domů     | 65   | 66   | 68   | 69   | 66   | 63   | 67   | 67   | —    | 10   | 10   | 13   | 11   | 15   | 14   |

## Obecní správa
Při sčítání lidu v letech 1850–1959 Mýtina byla samostatnou obcí v okrese Cheb. Od roku 1960 je částí obce Lipová v okrese Cheb. V letech 1850–1959 k obci patřily Dolní Lažany, Dolní Lipina, Doubrava a Horní Lažany.

## Pamětihodnosti
- Venkovská usedlost čp. 3
- Kaple